# Daniel Rendon Herrera
Daniel Rendon Herrera (biệt danh là "Don Mario") là kẻ cầm đầu tổ chức buôn bán ma túy khét tiếng tại Colombia, đã bị bắt vào thứ tư 15/5, 2009 trong một khu rừng.

## Thủ lĩnh ma túy
Daniel Rendon Herrera, một thủ lĩnh thuộc phe cánh hữu, sinh 1966, hoạt động trong khu rừng chuối tại biên giới Panamá, Rendon điều khiển một đội quân gồm hàng trăm tên và vận chuyển khoảng 100 tấn cocain tới Mỹ. Theo giám đốc cảnh sát quốc gia Oscar Naranjo, tổ chức của Rendon được cho là đã thực hiện 3.000 vụ giết người trong 18 tháng trước khi bị bắt. Phần lớn các vụ sát hại xảy ra do va chạm với những nhóm tội phạm khác. Ẩn nấp trong những khu rừng hẻo lánh của Colombia, Rendon ngày càng gia tăng quyền lực khi các thủ lĩnh khác bị bắt hoặc dẫn độ.
Khi cảnh sát thắt chặt vòng vây đối với Rendon từ đầu năm 2009, hắn đã hứa hẹn tặng thưởng 1.000 Mỹ kim cho mỗi sát thủ lấy được đầu cảnh sát, nhằm thoát khỏi sự vây bắt. Các quan chức Colombia cũng trao giải thưởng lên tới 2 triệu Mỹ kim cho những ai cung cấp thông tin về kẻ cầm đầu tổ chức kiểm soát các con đường buôn lậu chính dẫn tới Trung Mỹ, và có quan hệ chặt chẽ với nhóm tội phạm Mêxicô.
Daniel Rendon và anh trai Freddy - còn được gọi là "Người Đức" vì kỷ luật thép áp dụng lên đội quân, kiểm soát một khu rừng gần biên giới Panama, nơi từ lâu vốn là hành lang buôn bán thuốc phiện và vũ khí. Anh em chúng cùng với nhiều thủ lĩnh khác đã có ý định đầu hàng trong một thỏa thuận hòa bình vào năm 2003, với lời hứa sẽ được giảm án và bảo vệ khi dẫn độ về Mỹ nếu thú nhận mọi tội lỗi. Nhưng trong khi anh của Rendon và những tên khác đồng ý chờ thực thi công lý trong tù, thì Don Mario đã trốn về rừng và tái vũ trang. Rendon đang nằm co ro dưới một gốc cây cọ khi bị tóm. Khoảng 300 binh lính đã tham gia cuộc vây bắt. Cả bốn thủ lĩnh phản đối thỏa thuận hòa bình đã bị giết hoặc bắt trở lại. 5.600 thành viên của các tổ chức phản loạn cũng bị tóm. Rendon là kẻ bị truy lùng số một tại Mỹ vì các tội buôn lậu ma túy. Chính phủ Mỹ đã yêu cầu trao trả hắn về nước.

## Đánh giá
"Tên này đã trao giải cho những ai lấy được đầu của các quan chức chính phủ, vì vậy hắn là kẻ thù số một của cộng đồng tại Colombia", Thomas Harrigan, cảnh sát trưởng của Ủy ban phòng chống tội phạm ma túy Mỹ phát biểu. Tổng thống Colombia Alvaro Uribe miêu tả Rendon là một trong những kẻ buôn lậu đáng sợ nhất trên toàn thế giới.
Đội quân cánh hữu của Colombia, được gọi là Lực lượng tự vệ thống nhất AUC, được hình thành vào những năm 1980 để chống lại các vụ bắt cóc và tống tiền của các tay phản loạn cánh tả, nhưng sau này phát triển thành những tổ chức mafia thực hiện hơn 10.000 vụ giết người, xây dựng các hoạt động buôn bán cocain và ăn cắp hàng triệu mét đất, câu kết với cảnh sát địa phương, doanh nhân và lãnh đạo quân sự.